# 미국 교육부
미국 교육부(美國 敎育部, United States Department of Education)는 미국 정부의 내각 수준의 한 부서이다.